# Dircenna partita
Dircenna partita är en fjärilsart som beskrevs av Richard Haensch 1903. Dircenna partita ingår i släktet Dircenna och familjen praktfjärilar. Inga underarter finns listade i Catalogue of Life.